# 長孫兕
長孫 兕（ちょうそん じ、生年不詳 - 566年）は、北魏から北周にかけての人物。字は義貞。本貫は河南郡洛陽県。

## 経歴
長孫子裕（長孫稚の子）の子として生まれた。博覧強記で、機知に長け、談論を得意とした。534年（永熙3年）、北魏の孝武帝が関中に入ると、長孫兕はこれに従った。鄴県侯の別封を受けた。566年（天和元年）、驃騎大将軍・開府儀同三司・熊絳二州刺史に進んだ。平原県侯の爵位を受けた。同年10月、死去した。勲絳晋三州諸軍事・勲州刺史の位を追贈された。

## 妻子

### 妻
- 薛氏（524年 - 602年、周城郡君）

### 子
- 長孫謩
- 長孫熾
- 長孫晟（幼名は鵝王）
- 長孫敞（幼名は多宝）[4]

## 伝記資料
- 『周書』巻26 列伝第18
- 『北史』巻22 列伝第10
- 抜抜兕墓誌（長孫兕墓誌）
- 魏左光禄大夫散騎常侍開府儀同三司平原侯長孫公妻周城郡君薛氏墓誌（長孫兕妻薛氏墓誌）